# Eyvazalılar
Eyvazalılar è un comune dell'Azerbaigian situato nel distretto di Beyləqan. Conta una popolazione di 2.248 abitanti.